# Чемпионат Удмуртской Республики по мини-футболу
Чемпионат Удмуртской Республики — любительская мини-футбольная лига в Удмуртии. Высшим дивизионом является Высшая лига. Победитель Высшей лиги считается чемпионом Удмуртии. За Высшей лигой следуют Первая лига, Вторая «А» лига и Вторая «Б» лига. Руководство соревнованием осуществляет Ассоциация мини-футбола Удмуртии.

## Участники сезона 2024-25[2]
- СТМ-Нефтяник (Ижевск)
- Кристалл (Ижевск)
- Делин (Ижевск)
- КПРФ-Прогресс (Ижевск)
- ИжСМК (Ижевск)
- Тоталс (Ижевск)
- УдГАУ-КИТ (Ижевск)
- УЭСК (Ижевск)
- Светлое и Тёмное (Ижевск)
- Точка Опоры (Ижевск)
- МФК Урал-АМ (Ижевск)
- Хурма (Ижевск)

## Таблица чемпионов Удмуртии[3]
| Год          | Победитель                              | Серебряный призёр                      | Бронзовый призёр                |
| ------------ | --------------------------------------- | -------------------------------------- | ------------------------------- |
| 2004 (весна) | «Белый пароход» (Ижевск)                | «Кристалл-Увинская жемчужина» (Ижевск) | ФК «999» (Ижевск)               |
| 2004 (осень) | «Кристалл-Увинская жемчужина» (Ижевск)  | «Делин» (Ижевск)                       | «Ижторгметалл-УдГУ» (Ижевск)    |
| 2005 (весна) | «Атлантида-Увинская жемчужина» (Ижевск) | «Белый пароход» (Ижевск)               | «Фармаимпекс» (Ижевск)          |
| 2005 (осень) | «Белый пароход» (Ижевск)                | «Фармаимпекс» (Ижевск)                 | «Арарат-Кристалл» (Ижевск)      |
| 2006 (весна) | «Ижторгметалл-УдГУ» (Ижевск)            | «Делин» (Ижевск)                       | УПК (Ижевск)                    |
| 2006 (осень) | «Делин» (Ижевск)                        | УПК (Ижевск)                           | «Атриум» (Ижевск)               |
| 2007 (весна) | УПК (Ижевск)                            | «Ижторгметалл-УдГУ» (Ижевск)           | «Кристалл» (Ижевск)             |
| 2007 (осень) | УПК (Ижевск)                            | «Делин» (Ижевск)                       | «Камский институт» (Ижевск)     |
| 2008 (весна) | УПК (Ижевск)                            | «Кристалл-Удмуртнефть» (Ижевск)        | «Парус» (Ижевск)                |
| 2008 (осень) | УПК (Ижевск)                            | «Кристалл-Удмуртнефть» (Ижевск)        | «Столица-УдГУ» (Ижевск)         |
| 2009 (весна) | «ПНГС-УдГУ» (Воткинский район)          | «Парус» (Ижевск)                       | «Кристалл-Удмуртнефть» (Ижевск) |
| 2009 (осень) | «Кристалл-Удмуртнефть» (Ижевск)         | «ПНГС-УдГУ» (Воткинский район)         | УПК (Ижевск)                    |
| 2010 (весна) | «ПНГС» (Воткинский район)               | УПК (Ижевск)                           | «Искра» (Ижевск)                |
| 2010 (осень) | «ПНГС-УдГУ» (Воткинский район)          | УПК (Ижевск)                           | «Кристалл-Удмуртнефть» (Ижевск) |
| 2011 (весна) | «УдГУ-Ижторгметалл» (Ижевск)            | УПК (Ижевск)                           | «Делин» (Ижевск)                |
| 2011 (осень) | «Кристалл-Удмуртнефть» (Ижевск)         | «Зарека» (Ижевск)                      | «УдГУ-Ижторгметалл» (Ижевск)    |
| 2012 (весна) | «Кристалл-Удмуртнефть» (Ижевск)         | «Зарека» (Ижевск)                      | «УдГУ-Ижторгметалл» (Ижевск)    |
| 2012 (осень) | «УдГУ» (Ижевск)                         | УПК (Ижевск)                           | «Кристалл-Удмуртнефть» (Ижевск) |
| 2013 (весна) | «УдГУ» (Ижевск)                         | «Делин» (Ижевск)                       | «ДЮГ» (Ижевск)                  |
| 2013-14      | «Пан-ветеран» (Ижевск)                  | УПК (Ижевск)                           | «ДЮГ» (Ижевск)                  |
| 2014-15      | «Пан-ветеран» (Ижевск)                  | «СТМ» (Ижевск)                         | УПК (Ижевск)                    |
| 2015-16      | «ДЮГ» (Ижевск)                          | «Делин» (Ижевск)                       | «УПК-NOVA» (Ижевск)             |
| 2016-17      | «NOVA» (Ижевск)                         | «ДЮГ» (Ижевск)                         | «АСКО-УдГУ» (Ижевск)            |
| 2017-18      | «Кристалл» (Ижевск)                     | «СТМ» (Ижевск)                         | «Делин» (Ижевск)                |
| 2018-19      | «Делин» (Ижевск)                        | «Кристалл» (Ижевск)                    | «СТМ» (Ижевск)                  |
| 2019-20      | «СТМ-Удмуртнефть» (Ижевск)              | «Делин» (Ижевск)                       | «Кристалл» (Ижевск)             |
| 2020-21      | «СТМ-Удмуртнефть» (Ижевск)              | «Делин» (Ижевск)                       | «Кристалл» (Ижевск)             |
| 2021-22      | «СТМ-Удмуртнефть» (Ижевск)              | «Делин» (Ижевск)                       | «Кристалл» (Ижевск)             |
| 2022-23      | «СТМ-Удмуртнефть» (Ижевск)              | «Кристалл» (Ижевск)                    | «Делин» (Ижевск)                |
| 2023-24      | «СТМ-Удмуртнефть» (Ижевск)              | «Кристалл» (Ижевск)                    | «ELITECH» (Ижевск)              |
| 2024-25      | «СТМ-Удмуртнефть» (Ижевск)              | «КПРФ-Прогресс» (Ижевск)               | «Делин» (Ижевск)                |

### Итого
- СТМ-Удмуртнефть (Ижевск): 6 (2019-20, 2020-21, 2021-22, 2022-23, 2023-24, 2024-25)
- УПК (Ижевск): 4 (2007 весна, 2007 осень, 2008 весна, 2008 осень)
- Кристалл (Ижевск): 4 (2009 осень, 2011 осень, 2012 весна, 2017-18)
- ПНГС-УдГУ (Воткинский район):3 (2009 весна, 2010 весна, 2010 осень)
- Белый пароход (Ижевск): 2 (2004 весна, 2005 осень)
- Атлантида-Увинская жемчужина (Ижевск): 2 (2004 осень, 2005 весна)
- УдГУ-Ижторгметалл (Ижевск): 2 (2006 весна, 2011 весна)
- Делин (Ижевск): 2 (2006 осень, 2018-19)
- УдГУ (Ижевск): 2 (2012 осень, 2013 весна)
- Пан-ветеран (Ижевск): 2 (2013-14, 2014-15)
- ДЮГ (Ижевск):1 (2015-16)
- NOVA:(Ижевск):1 (2016-17)